# Арапович, Франьо
Франьо Арапович (хорв. Franjo Arapović; родился 2 июня 1965) ― хорватский баскетболист, центровой. Рост ― 215 см. Выиграл серебряную медаль в составе сборной Хорватии по баскетболу на летних Олимпийских играх 1992 в Барселоне. Четырьмя годами ранее был игроком сборной Югославии по баскетболу, игроки которой были удостоены серебряных медалей на летних Олимпийских играх 1988.

## Карьера
Арапович родился в городе Мостар, СР Босния и Герцеговина, СФР Югославия. Профессиональную карьеру начал в клубе «Локомотива Мостар», после чего перешёл в хорватский клуб «Цибона», затем ― в «Сплит», после ― в «Зриневац». Играл в итальянском «Трапани», литовском клубе «Жальгирис», словенском «Крка», турецком «Фенербахче», израильском «Хапоэле», затем снова в клубах «Жальгирис», «Зриньевац», «Сплит» и «Цибона».
Одним из самых больших достижений Араповича был матч на летних Олимпийских играх 1992 года между сборными Хорватии и США, в котором разыгрывались золотые медали. Звёздный час баскетболиста пришёлся на первый тайм матча: Арапович поймал пас от Тони Кукоча, двигаясь по направлению к корзине и совершил слэм-данк: счёт стал 25-23 в пользу хорватов. Дэвида Робинсона освистали за фол, а Арапович демонстративно повис на сетке и после этого несколько раз ударил в грудь кулак перед ликующей толпой.
Член партии Хорватское демократическое содружество (ХДС). Был депутатом в парламенте Хорватии с декабря 2003 года до января 2008 года.